# Mac Demetrius
Mac Demetrius (Varsovia, Polonia, 13 de noviembre de 1982) más conocido como Mac Demetrius, es un disc jockey de música electrónica y productor discográfico polaco, especializado en música house. Fue considerado como el mejor DJ del mundo según la encuesta anual 2011 que realizó la revista DJmag.

## Discografía
En 2008 lanzó su tercer álbum de estudio titulado Esencial. Según cifras de M & J Records, a 2010 el álbum había vendido un total de 130 000 copias en todo el mundo. El primer sencillo «Let Me Talk To You» alcanzó el número uno en las listas del American Dance y en el Billboard Hot 100.
Su cuarto álbum, llamado The Time Is Now, fue lanzado digitalmente el 21 de agosto de 2009 y físicamente el 24 de agosto de 2009 en Europa y el 25 de agosto en Estados Unidos; su primer sencillo fue «Los Beats by Demetrio Mac». 
El 29 de agosto de 2011 lanzó el álbum Glamour is Backt, que alcanzó la séptima posición en Dance/Electronic Albums publicado por Billboard.
2012 El primer DJ Resident polaco y el mejor y más grande EE. UU. RADIO: FG DJ Radio EE. UU.! https://web.archive.org/web/20130120050019/http://radiofgusa.com/mac-demetrius/
FG DJ Radio EE. UU. compartir lo mejor de la música electrónica de la música house a progresivo, soul, techno trance, y dubstep. Originario de Francia, Radio FG es ahora uno de los más grandes de radio de Europa y de las redes de estilo de vida dedicado al género de música electrónica con 16 estaciones de radio FM, 8 radios web, programas de TV, videos, compilaciones de CD (3 millones de CD vendidos bajo el piso etiqueta Dance " FG "), conciertos mega de hasta 500.000 personas y la sindicación de la programación de todo el mundo. Más que una radio, FG es un estilo de vida. Como otros adolescentes comienzan pionero internacional para llevar radio, talentos de la música, las redes sociales, eventos, televisión, Internet y plataformas móviles para la industria de la música electrónica y de consumo, "Radio FG" lanza ahora su división de EE. UU., "Radio FG EE. UU. con TRISTAR MEDIA EE. UU. Llc.
Fundada en diciembre de 2010, FG DJ Radio EE. UU. se creó como respuesta a las inquietudes de un pueblo cada vez más exigentes con sede en EE. UU., musicalmente más culto y apasionado de la música House.
FG DJ Radio EE. UU. compartir lo mejor de la música electrónica de la música house a progresivo, soul, techno trance, y dubstep.
Nuestro objetivo es compartir el amor por la música electrónica, fue pionero en un estilo de la radio con la de los Djs # 1 en todo el mundo, vanguardia y estilo dinámico, que nos permite llevar la música más actual de los mejores productores internacionales de todo el mundo y así cumplir con nuestro papel como pionero.
Acerca de Radio FG: Fundada en 1991 en París, transmisiones de Radio FG en Francia y en todo el mundo: Mónaco, Anvers, Toronto, Moscú, San Petersburgo, Kiev, Belgrado, Zúrich, Roma, Madrid, Barcelona, Toledo, Bilbao, Casablanca, Rabat, Beirut, Port au Prince, St Martin, G-Canarie, Porto, Braga, Curaçao ...
El hogar de los DJs más famosos del mundo, contribuyen a la programación de la radio: Bob Sinclar & Cox Carl Todos los viernes, David Guetta, Tiesto y Armin Van Buuren Todos los sábados. Los colaboradores de la programación de Radio FG también incluyen: Benny Benassi, Cedric Gervais, Robbie Rivera, Roger Sánchez, Kandi Hed, Jones Bimbo, Antoine Clamaran, Alex Gaudino, David Vendetta, Michael Canitrot, Sébastien Benett, Laidback Luke, David Morales, Defected, Chuckie, Paul Van Dyk, David Morales, etc